# 格賴山 (下陶恩山脈)
47°14′51″N 14°09′05″E / 47.24750°N 14.15139°E

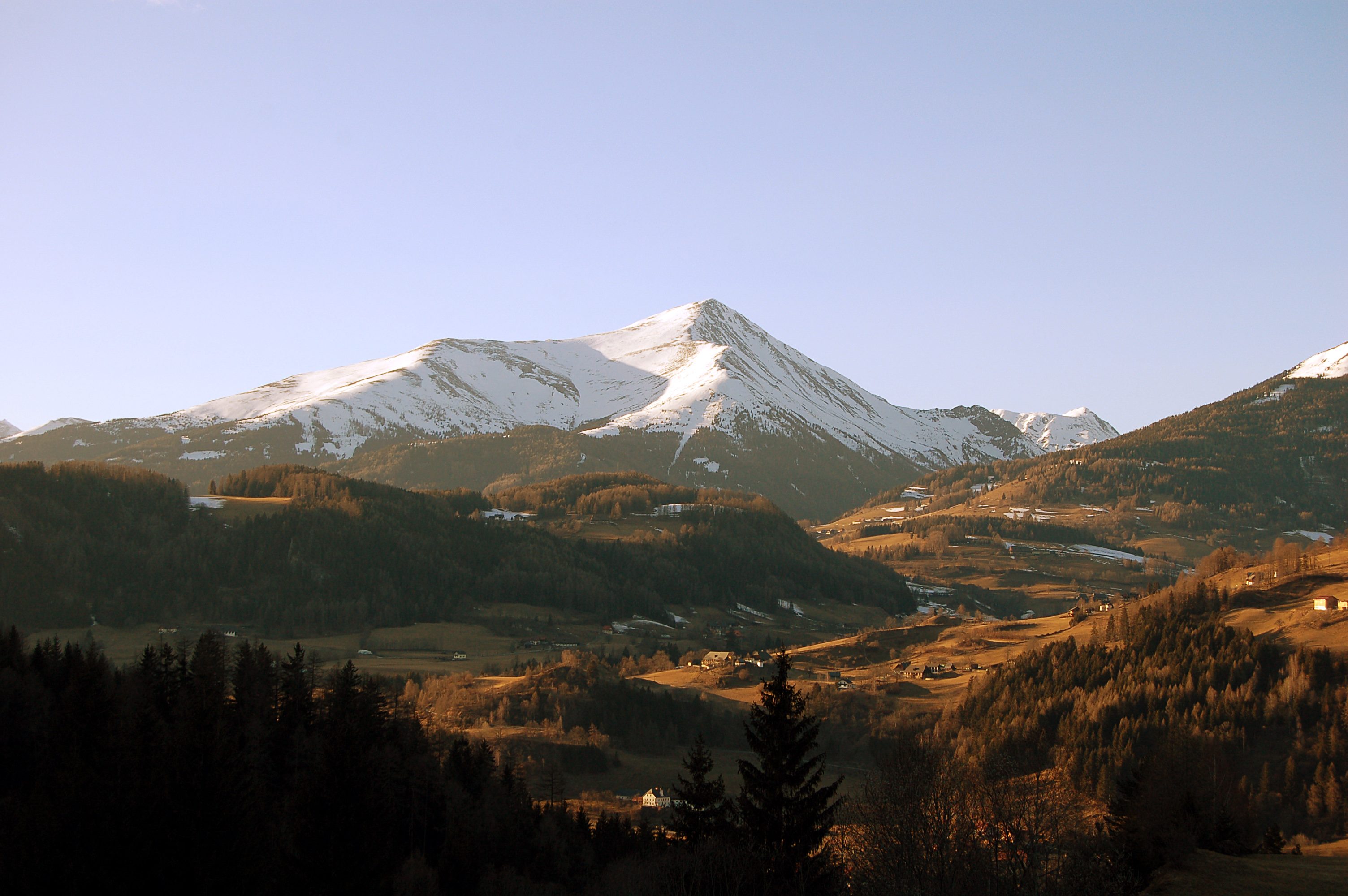

格賴山（德語：Greim），是奧地利的山峰，位於該國東南部，由施泰爾馬克州負責管轄，屬於下陶恩山脈的一部分，海拔高度2,474米，每年平均降雨量1,759毫米。